# Ringelgans
Die Ringelgans (Branta bernicla) ist eine kleine, gesellig lebende Art der Gattung Meergänse (Branta) der Familie der Entenvögel (Anatidae). Sie ist die kleinste und dunkelste der Meergänsearten, zu denen neben der Ringelgans die Nonnengans, die Rothalsgans, die Kanadagans, die Zwergkanadagans und die Hawaiigans zählen. Ihr Brutareal sind die arktische Kältewüste und arktische Tundra Eurasiens und Nordamerikas. In Deutschland ist sie Wintergast an der Nordseeküste. Zu den Besonderheiten der Ringelgans zählt ihre enge Bindung an das Meer und die Meeresküste während des Zuges und der Überwinterung.
Der deutsche Name der Gans bezieht sich ebenso wie bei der Ringeltaube auf den weißen Halsring. Gelegentlich wird die Gans auch als Rottgans bezeichnet, was von dem dumpf klingenden Flugruf abgeleitet ist.
1758 beschreibt Linnaeus im Abschnitt Animalia Paradoxa seiner Systema Naturae auch die Ringelgans: „BERNICLA seu ANSER SCOTICUS & CONCHA ANATIFERA è lignis putridis, in mare abjectis, nasci a Veteribus cteditur. Sed fucum imposuit Lepas interaneis suis penniformibus, & modo adhaerendi, ac si verus ille Anser Bernicla inde oriretur.“ (BERNICE oder SCHOTTISCHE GANS und die ANATIFERA MUSCHEL, von denen die Alten sagen, dass die aus morschem Holz entstehen, das ins Meer geworfen wird. Doch Lepas trug die Farbe auf seine verschlungenen Federn auf, und zwar auf eine Art und Weise, die haftete, als wäre die echte Gans Bernicla dort entsprungen.) 

## Unterarten
Die Ringelgans wird in drei Unterarten aufgeteilt:
- Die dunkelbäuchige Ringelgans (Branta bernicla bernicla) ist die sogenannte Nominatform, die von Carl von Linné erstmals wissenschaftlich beschrieben wurde. Sie ist düster schiefergrau und hat kleine weiße Bänder auf den Halsseiten.
- Die schwarzbäuchige Ringelgans (Branta bernicla nigricans) wird gelegentlich auch als Pazifische Ringelgans bezeichnet. Ihr Körpergefieder hat klare Schwarztöne und einen breiten, fast geschlossenen weißen Halsring.
- Die hellbäuchige Ringelgans (Branta bernicla hrota) hat ein aufgehelltes, bräunliches Körpergefieder mit schmalem weißen Halsband.

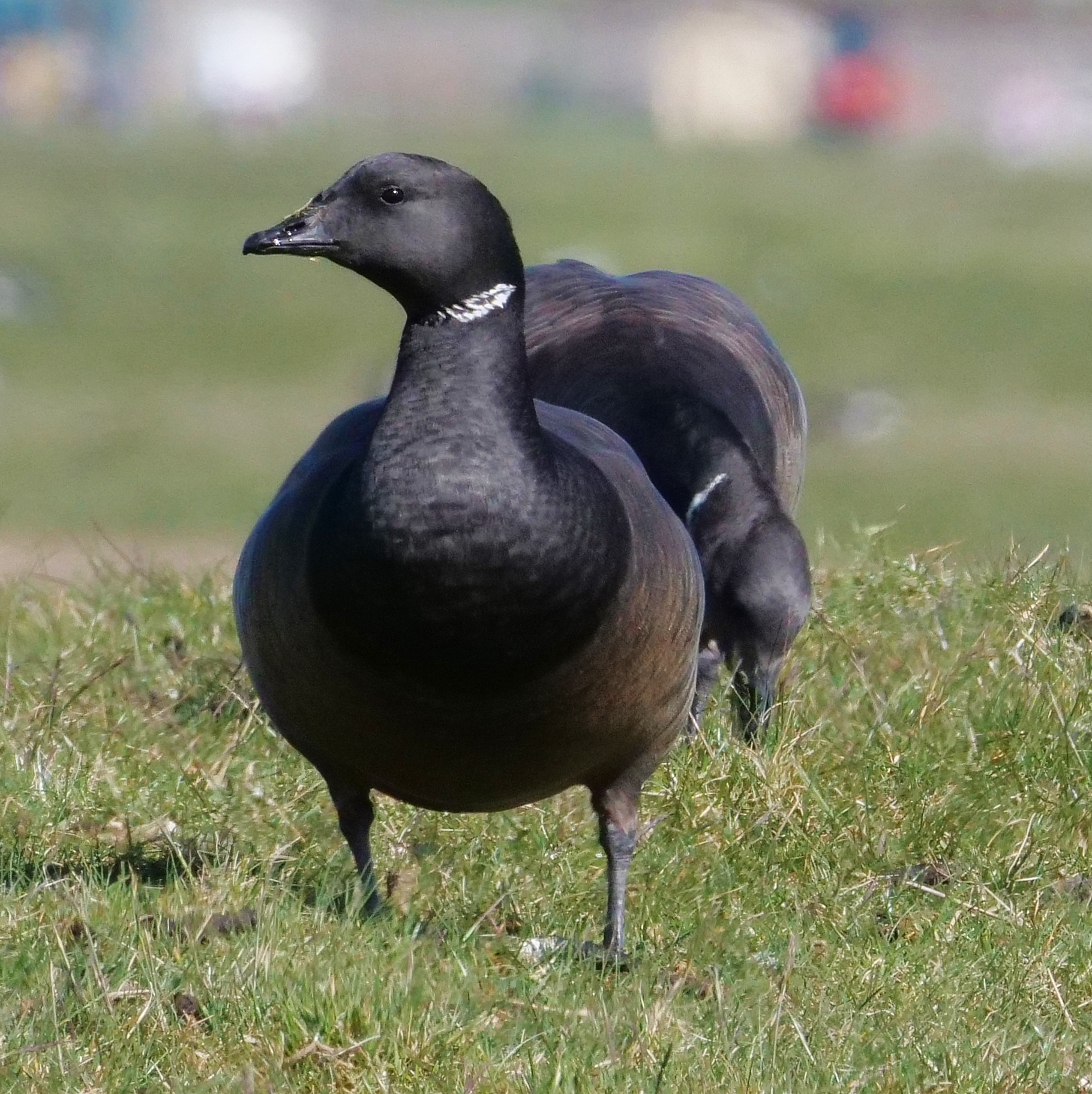
Ringelgans auf einer nordfriesischen Hallig beim „Auftanken“

## Aussehen

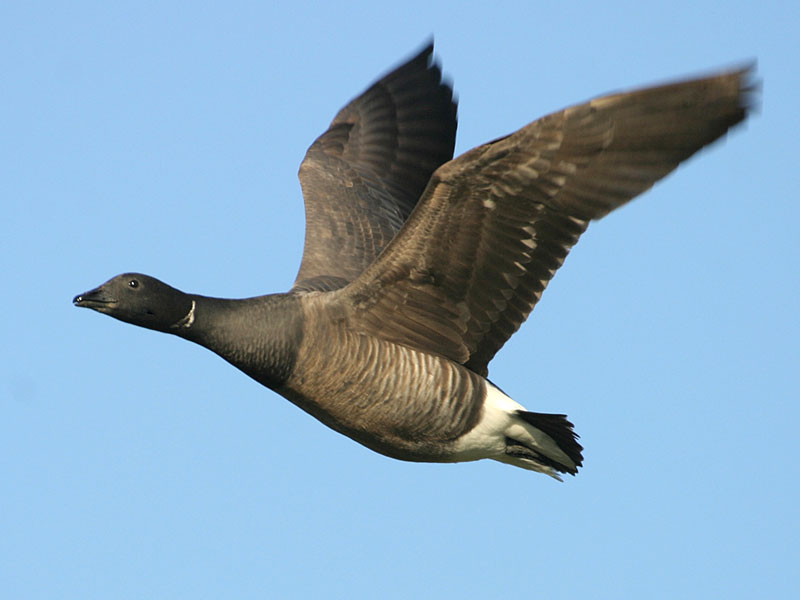
Eine Ringelgans im Flug

Ringelgänse sind schwarzgrau mit graubraunem Rücken und schwarz-weiß gebänderten Flanken gefiedert. Die ausgewachsenen Vögel haben am Hals schmale weiße Halbmondflecken, die je nach Unterart unterschiedlich groß ausgebildet sind. Ober- und Unterschwanzdecken sowie der Bauch sind weiß. Die Brustfärbung ist je nach Unterart entweder heller grau von der schwarzen Vorderbrust abgesetzt oder etwa dunkler grau und geht allmählich in das dunkle Brustgefieder über. Schnabel, Beine und Flügel sind schwarz gefärbt. Die Flügelspannweite beträgt 110 bis 120 Zentimeter, das Gewicht etwa 1 bis 1,5 Kilogramm. Im Allgemeinen sind die Männchen etwa 150 Gramm schwerer als die Weibchen.
Die Küken sind im Daunenkleid an der Oberseite graubraun gefiedert, Kopf und Halsseiten sowie der Bauch sind hellgrau.

## Stimme
Die Ringelgans ist keine sehr ruffreudige Gans. Ihre Stimme ist meistens dann zu hören, wenn sie sich in Trupps aufhält oder wenn sie den Ort wechselt. Bei Beunruhigung ist ein tiefes, dumpfes und nasales „rott, rott, rott“ oder „rott rorott“ zu hören. Dieser Ruf kann auch kehlig ausfallen: „rronk“. Während des Fluges gibt sie ein kurzes und hartes „ack“ oder „ek“ von sich. In weidenden Trupps halten sie durch ständige, leise „bi bi bi“-Rufe miteinander Kontakt. Aggressive Ringelgänse geben Zischlaute von sich.

## Verbreitung

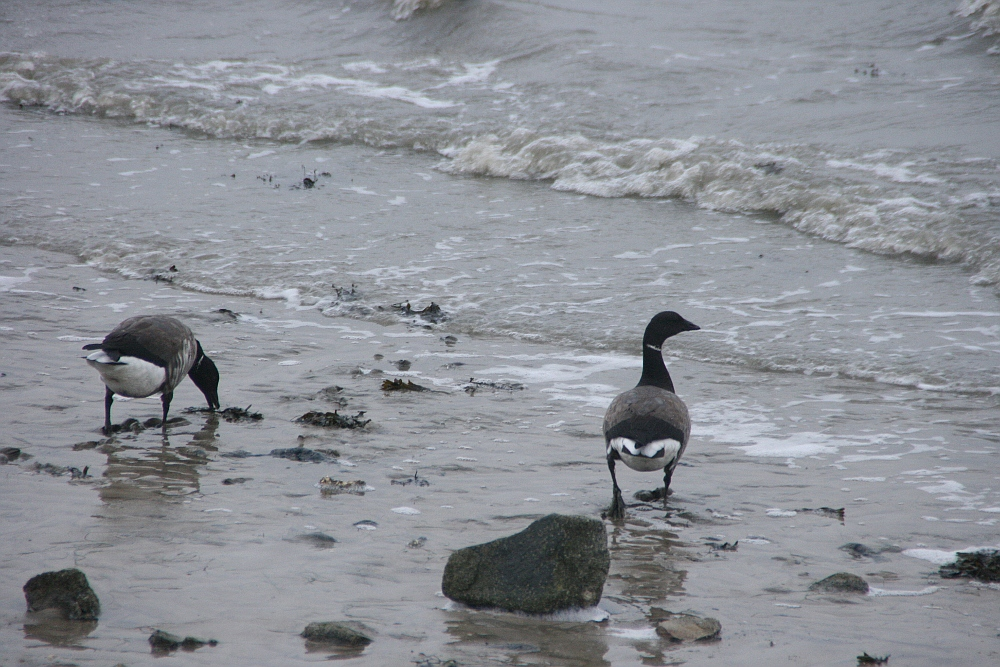
Überwinternde Ringelgänse im Wattenmeer

Die Ringelgans brütet im arktischen Eurasien und in der Arktis Nordamerikas. Ihr Verbreitungsgebiet wird deshalb auch als zirkumpolar holarktisch bezeichnet. Als Verbreitungsgrenzen gelten die Juli-Isothermen von 1 Grad Celsius im Norden und 7 Grad Celsius im Süden.
Die einzelnen Unterarten halten sich dabei im Sommer in folgenden Regionen auf:
- die dunkelbäuchige Ringelgans (Branta bernicla bernicla) in Nordsibirien etwa zwischen dem 65. und 80. Breitengrad,
- die schwarzbäuchige Ringelgans (Branta bernicla nigricans) von Ostsibirien nach Osten bis Nordwestkanada, etwa vom 160. bis zum 80. Längengrad und
- die hellbäuchige Ringelgans (Branta bernicla hrota) in den dazwischen liegenden Gebieten Westkanadas, Nordgrönlands, Spitzbergens und des Franz-Joseph-Lands.

Die Winterquartiere liegen

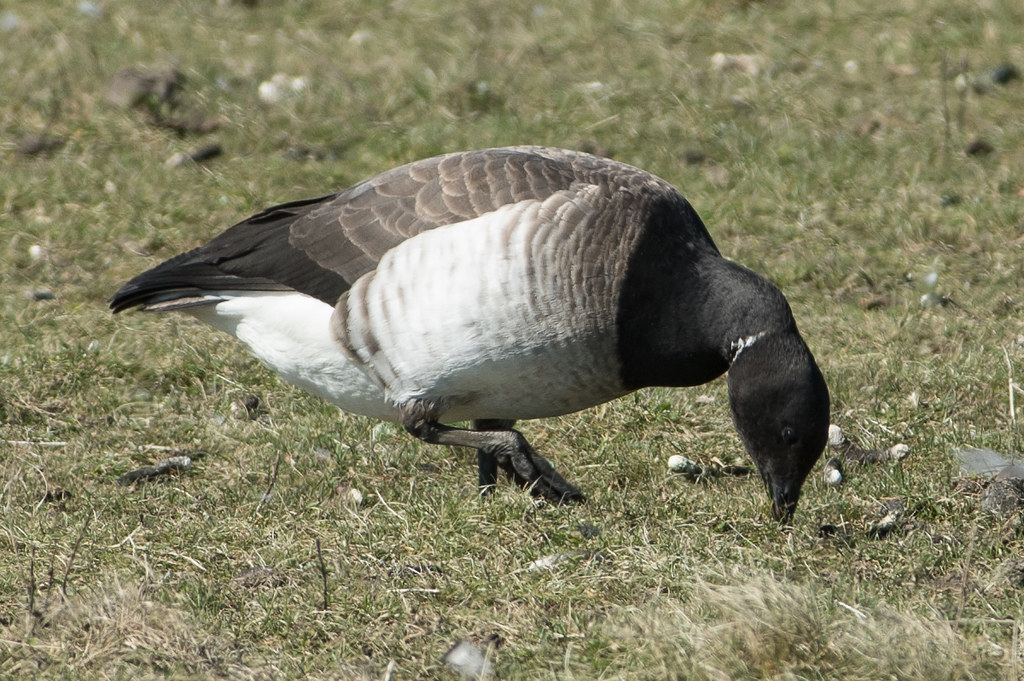
Hellbäuchige Ringelgans (B. b. hrota) auf Hallig Hooge

- bei der dunkelbäuchigen Ringelgans (Branta bernicla bernicla) an der europäischen Atlantik- und Nordseeküste von Südfrankreich bis nach Jütland sowie auf den Britischen Inseln. In Deutschland findet man Ringelgänse im Winterhalbjahr regelmäßig und in größeren Trupps im Wattenmeer der Nordsee. In geringer Zahl überwintert sie in der Wismarbucht der Ostsee. Im Binnenland ist die Ringelgans nur sehr selten anzutreffen.
- bei der schwarzbäuchigen Ringelgans (Branta bernicla nigricans) an der Pazifikküste von British Columbia bis Baja California, nur vereinzelt auch an den Küsten Japans und Chinas, sehr selten auch in Europa und
- bei der hellbäuchigen Ringelgans (Branta bernicla hrota) an der Küste Südostenglands.

## Lebensweise

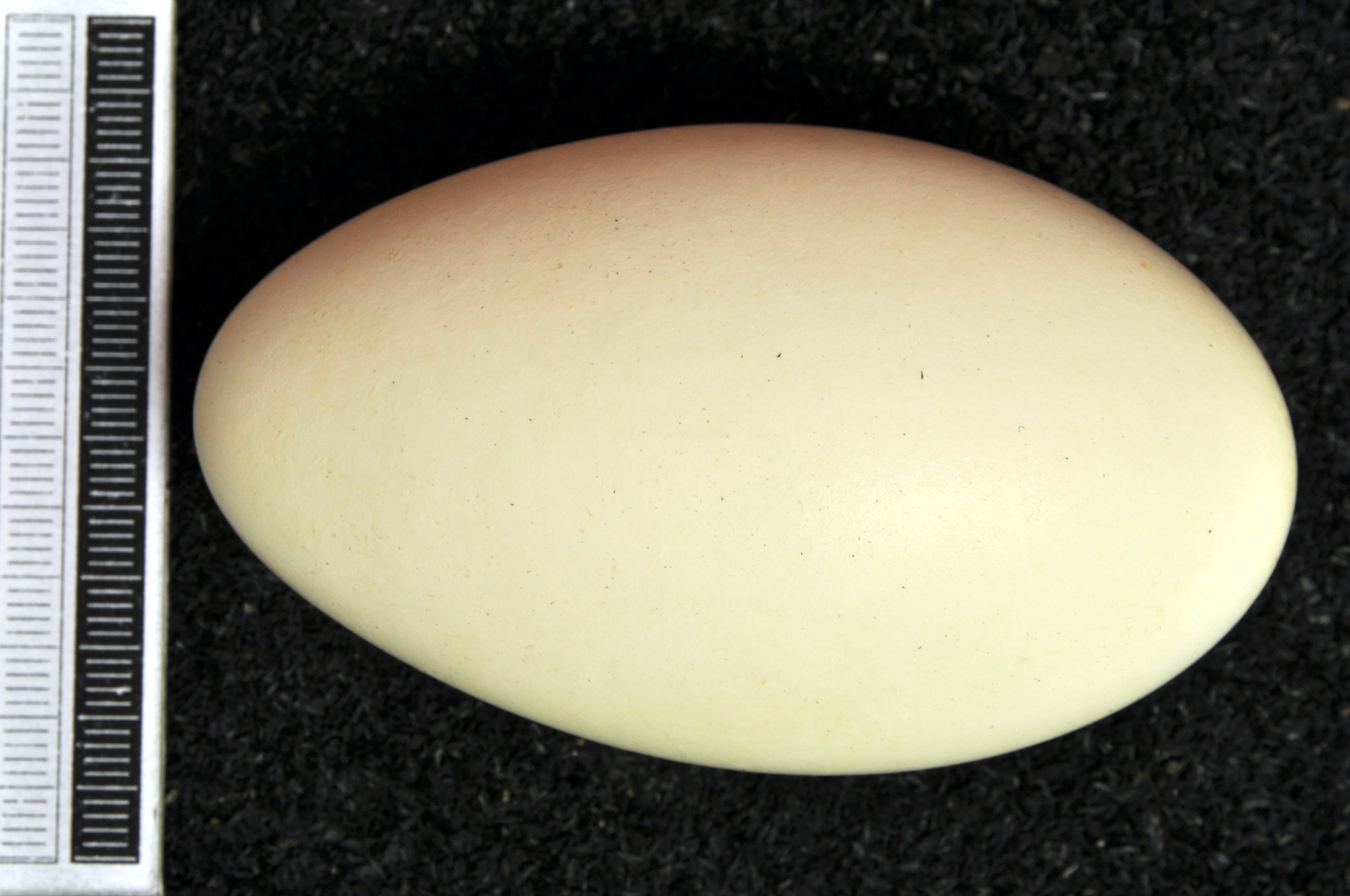
Ei, Sammlung Museum Wiesbaden

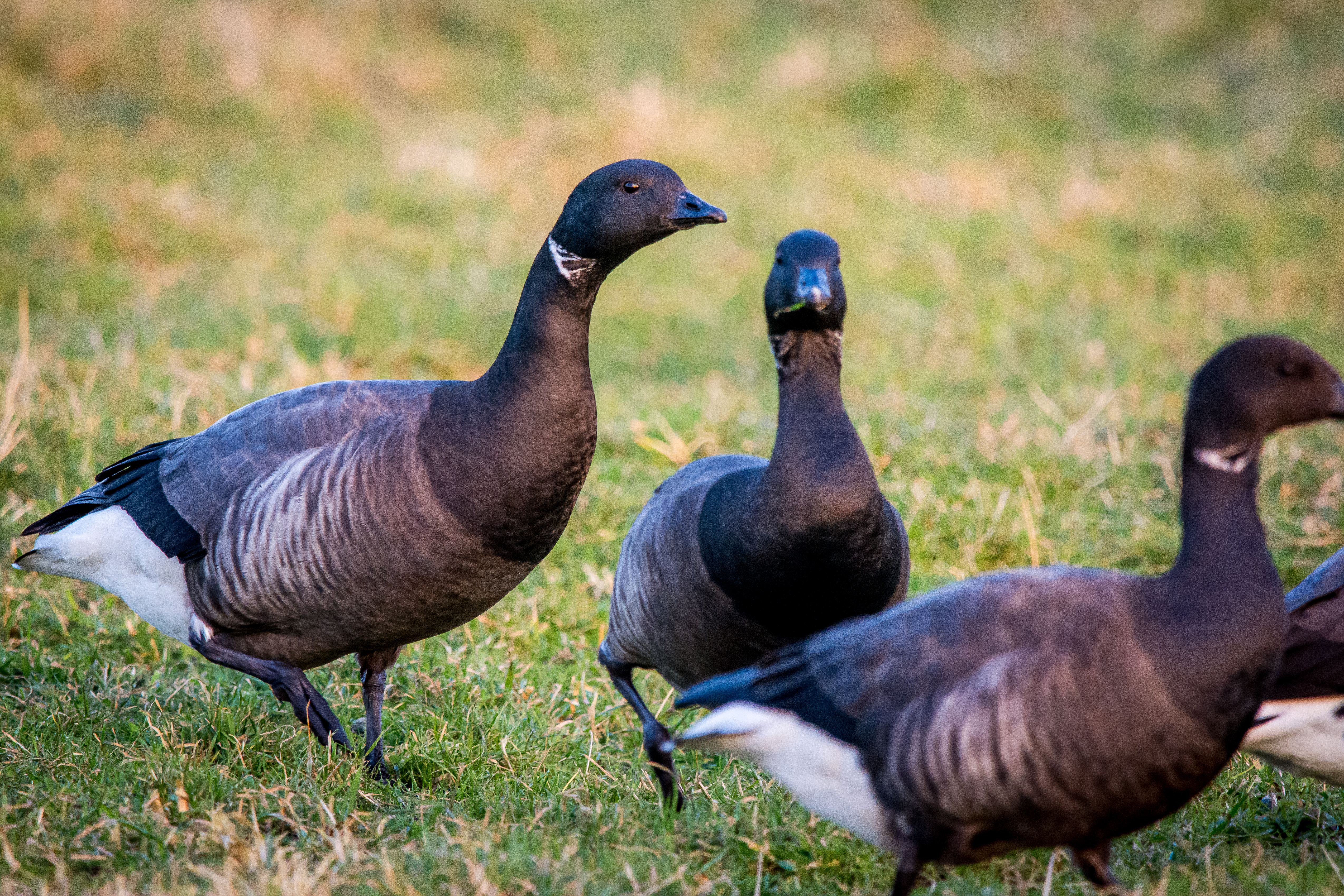
Ringelgänse am Boden

Die Ringelgans ist ein Zugvogel, der im Winter nach Süden zieht. Wenn sie auf ihrem Zug sind, bilden Ringelgänse nicht die charakteristische V-Formation, sie fliegen rasch, aber nicht in Formation. Die Wanderungsrouten der Ringelgänse sind nicht genetisch fixiert, sondern werden in den verschiedenen Teilpopulationen tradiert. Neben dem Zug in die Überwinterungsquartiere gibt es einen so genannten Mauserzug der nicht brütenden Tiere zu bestimmten Mauserplätzen, vor allem auf die Taimyr-Halbinsel. Abgesehen von Paarungs- und Brutzeit leben Ringelgänse in großen Schwärmen. Für gewöhnlich zeigen Ringelgänse eine große Partnertreue, wobei sie sich jedoch bei Verlust des Partners neu verpaaren.
Die Brut beginnt sofort nach der Ankunft in den Brutgebieten im Juni. Ringelgänse brüten in Kolonien in der küstennahen arktischen Tundra. Die hellbäuchige Art verrichtet ihr Brutgeschäft häufig auf kleineren Inseln vor der Küste. Ringelgänse brüten in kleinen Kolonien und errichten ihre Nester auf trockenen, höher gelegenen Abschnitten der Tundra. Nicht selten befinden sich die Kolonien in unmittelbarer Nachbarschaft von Greifvögeln und Großmöwen. Allerdings ist diese Bindung nicht so ausgeprägt wie bei der Kaisergans. Gewöhnlich werden drei bis fünf Eier gelegt. Nach 24 bis 26 Tagen schlüpfen die Jungen, deren Aufzucht nur etwa 40 Tage dauert. Sobald die frisch geschlüpften Küken abgetrocknet sind, wechseln die Familien auf Seen, Flüsse und Flussmündungsgebiete im Brutareal über. Die Paarbindung lockert sich in dieser Zeit. Die Ganter sondern sich von den Familien ab und bilden selbständige Mausertrupps. Die Vollmauser setzt mit dem Schlüpfen der Küken ein. Der Schwingenwechsel, der bei Altvögeln Mitte Juli beginnt, dauert etwa bis zur Mitte des Augusts. Dies ist die Zeit, in der auch die Junggänse flügge werden.

## Ernährung

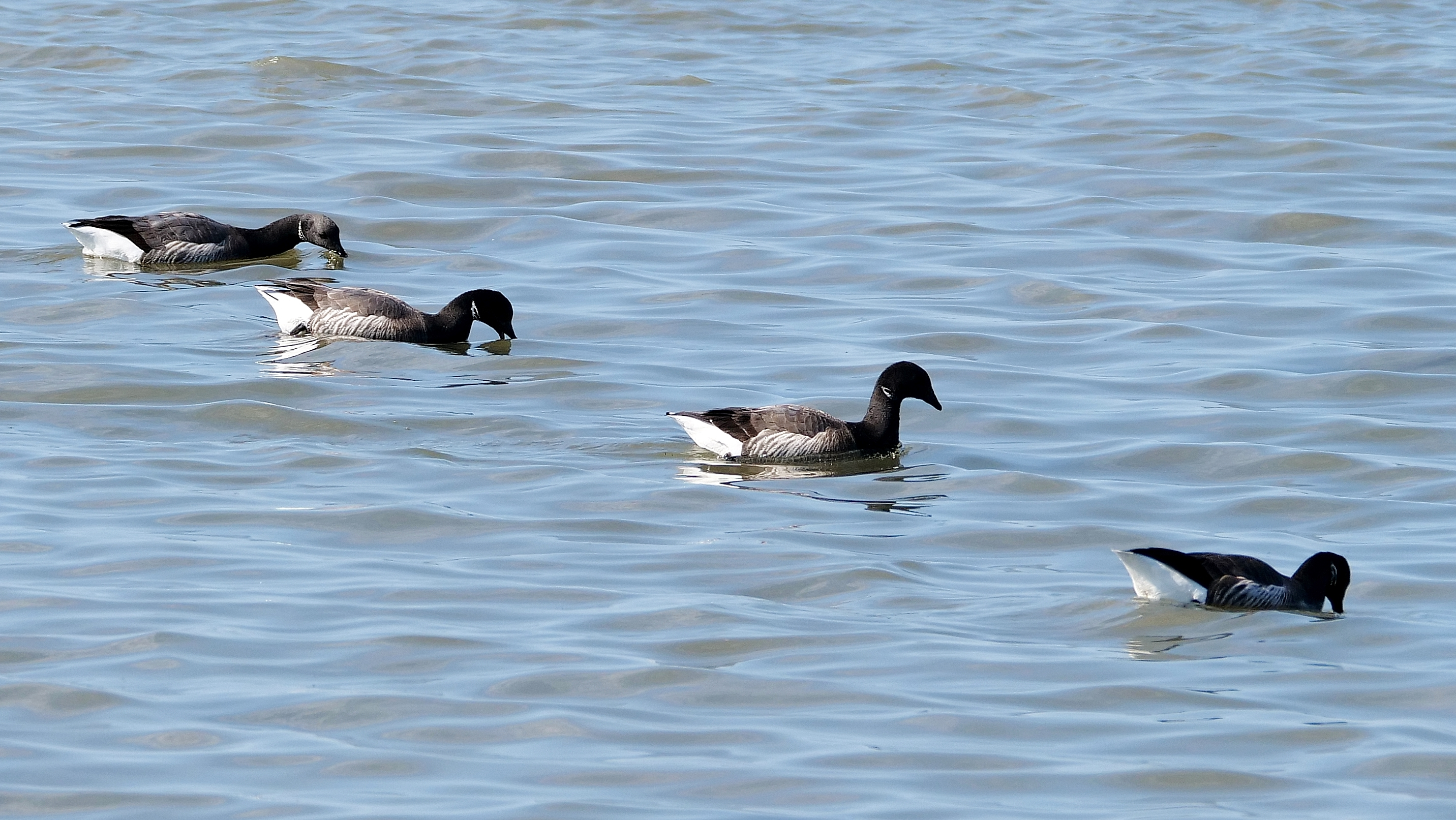
Ringelgänse bei der Nahrungsaufnahme auf dem Meer (Nordsee).

Ringelgänse leben von kurzer Gras-, Kräuter-, Moos- und Flechtenvegetation sowie von Meerespflanzen. Die Gänse sind bei der Nahrungssuche überwiegend an Flachküsten des Wattenmeeres gebunden. Ihre Nahrungssuche findet auf Seegras-, Grünalgen- und Andelgrasflächen statt, aber auch im Watt bei Ebbe und bei Flut auf dem Wasser. Im Winter nutzen sie regional auch die Gras- und Wintersaatflächen des Binnenlands. Im schleswig-holsteinischen Wattenmeer fürchteten die Landwirte im Vorland der Küste und auf den Halligen den Durchzug der Ringelgans – heute werden sie für die Einbußen entschädigt. So fielen die Gänse in begrenzte Landstriche ein, wo sie die Vegetation in kürzester Zeit auf die Länge eines Englischen Rasens herunterfraßen. In der Regel bevorzugen sie als Nahrung das Andelgras der Salzwiesen.

## Bestandsentwicklung

### Bestandsentwicklung insgesamt
Nachdem bis 1932 große Seegrasbestände durch einen Befall mit dem einzelligen Schleimpilz Labyrinthula eingegangen waren, ging die Population der Ringelgänse in den europäischen Winterzuggebieten auf etwa 10 bis 25 Prozent der Populationszahlen zu Beginn des 20. Jahrhunderts zurück. Neben dem Verlust an der Überwinterungsnahrung trugen noch eine intensivierte Bejagung sowie Meliorationsarbeiten an den Überwinterungsplätzen zum Bestandsrückgang bei. Nach verschiedenen ornithologischen Publikationen sollen zudem sowjetische Strafgefangene in Sibirien die Ringelgänse während der Mauser – in der die Vögel flugunfähig sind – zu tausenden zusammengetrieben und diese, nebst den Eiern, dann mangels anderer Nahrungsquellen gegessen haben. Mit dem Ende des Gulag-Systems konnten sich demzufolge die Ringelgansbestände wieder erholen. Zur Populationserholung trugen Schutzmaßnahmen, zu denen unter anderem ein Jagdverbot gehörte, bei. Die Restpopulationen der Ringelgänse stellten sich in ihrer Ernährung außerdem auf Pflanzen der Salzhaffwiesen um. In Westeuropa werden heute die Rastplätze der Ringelgans geschützt, um durch Vermeidung von Störungen den Energiehaushalt der Vögel zu optimieren.

### Bestandsentwicklung im Bezug auf die Lemmingpopulation
Die Überlebenschancen der Ringelgansküken und damit der Gesamtbestand der Ringelgänse hängt maßgeblich von der stark schwankenden Lemmingpopulation in den Brutgebieten der Gans ab. Diese Nager sind in der Arktis weit verbreitet und wichtige Beutetiere für Raubmöwen, Greifvögel und Füchse, die den Gänseküken ebenfalls nachstellen. In Jahren mit hohen Lemmingpopulationen verlieren die Vögel als Nahrung so an Relevanz und verzeichnen gute Fortpflanzungserfolge. Anders dagegen in Jahren nach dem Bestandszusammenbruch der Lemminge. Jetzt stehen der geringen Zahl von Lemmingen viele Beutegreifer gegenüber und so wird auch jedes andere Beutetier wichtig. Die Beutegreifer stellen ihre Nahrungssuche auf Eier, Küken und Alttiere von Vogelarten um. Die Folgen sind schon lange auch in Westeuropa sichtbar, Jahre mit hohem Bruterfolg wechseln bei den Gänsen seit jeher mit Jahren, in denen sie mit wenig Jungvögeln oder fast ohne Nachwuchs im Überwinterungsgebiet ankommen.

### Bestandsentwicklung der einzelnen Unterarten
- Der Bestand der dunkelbäuchigen Ringelgans (Branta bernicla bernicla) stieg von etwa 20.000 um 1955 auf etwa 250.000 bis 300.000 zu Ende des 20. Jahrhunderts.
- Der Bestand der schwarzbäuchigen Ringelgans (Branta bernicla nigricans) sank von einigen tausend Tieren um das Jahr 1900 auf wenige hundert in der zweiten Hälfte des 20. Jahrhunderts, beträgt aber um die Jahrtausendwende wieder etwa 4000 Tiere.
- Der Bestand der hellbäuchigen Ringelgans (Branta bernicla hrota) ist nur schwer zu quantifizieren. Er sank seit 1900 von insgesamt etwa 10.000 Tieren ab, um sich dann seit der Mitte des Jahrhunderts wieder zu erholen und lag 2003 wieder bei etwa 25.000 Tieren.

Die IUCN beziffert den Gesamtbestand der Art auf 570.000 Tiere.

## Schutz
Um den Schutzgedanken für die Ringelgänse einer breiteren Öffentlichkeit nahezubringen, veranstalten in Schleswig-Holstein u. a. NABU, Schutzstation Wattenmeer, WWF und die Nationalparkverwaltung des Nationalparks Schleswig-Holsteinisches Wattenmeer gemeinsam die Ringelganstage auf den nordfriesischen Halligen im Nationalpark Schleswig-Holsteinisches Wattenmeer.

## Trivia
Der Asteroid des mittleren Hauptgürtels (8437) Bernicla ist nach der Ringelgans benannt (wissenschaftlicher Name: Branta bernicla). Zum Zeitpunkt der Benennung des Asteroiden am 2. Februar 1999 befand sich die Ringelgans als Wintergast auf der niederländischen Blauen Liste wichtiger Vögel, die 1994 gemeinsam mit der niederländischen Roten Liste gefährdeter Vogelarten herausgegeben wurde. In der Veröffentlichung Birds in Europe der Organisation BirdLife International wurde der Bestand der Ringelgans als gefährdet klassifiziert.